# Лейк (округ, Теннесси)
Округ Лейк (англ. Lake County) располагается в штате Теннесси, США. Официально образован в 1870 году. По состоянию на 2010 год, численность населения составляла 7832 человека.

## География
По данным Бюро переписи США, общая площадь округа равняется 502,461 км2, из которых 422,170 км2 — суша, и 30,000 км2, или 15,680 % — это водоёмы.

## Население
По данным переписи населения 2000 года в округе проживает 7954 жителя в составе 2410 домашних хозяйств и 1614 семей. Плотность населения составляет 19,00 человек на км2. На территории округа насчитывается 2 716 жилых строений, при плотности застройки около 6,00-ти строений на км2. Расовый состав населения: белые — 66,63 %, афроамериканцы — 31,19 %, коренные американцы (индейцы) — 0,39 %, азиаты — 0,14 %, гавайцы — 0,00 %, представители других рас — 0,62 %, представители двух или более рас — 1,03 %. Испаноязычные составляли 1,37 % населения независимо от расы.
В составе 28,80 % из общего числа домашних хозяйств проживают дети в возрасте до 18 лет, 47,20 % домашних хозяйств представляют собой супружеские пары проживающие вместе, 16,30 % домашних хозяйств представляют собой одиноких женщин без супруга, 33,00 % домашних хозяйств не имеют отношения к семьям, 30,00 % домашних хозяйств состоят из одного человека, 15,50 % домашних хозяйств состоят из престарелых (65 лет и старше), проживающих в одиночестве. Средний размер домашнего хозяйства составляет 2,36 человека, и средний размер семьи — 2,92 человека.
Возрастной состав округа: 17,70 % — моложе 18 лет, 13,70 % — от 18 до 24, 33,80 % — от 25 до 44, 21,50 % — от 45 до 64, и 21,50 % — от 65 и старше. Средний возраст жителя округа — 36 лет. На каждые 100 женщин приходится 151,00 мужчин. На каждые 100 женщин старше 18 лет приходится 163,40 мужчин.
Средний доход на домохозяйство в округе составлял 21 995 USD, на семью — 30 339 USD. Среднестатистический заработок мужчины был 25 082 USD против 18 700 USD для женщины. Доход на душу населения составлял 10 794 USD. Около 19,90 % семей и 23,60 % общего населения находились ниже черты бедности, в том числе — 35,10 % молодежи (тех, кому ещё не исполнилось 18 лет) и 25,10 % тех, кому было уже больше 65 лет.